# Цветков, Константин Николаевич
Константин Николаевич Цветков (1 [13] августа 1895, Спасский уезд, Рязанская губерния — 3 июля 1949, Ленинград) — советский военачальник, участник Первой мировой, гражданской, Советско-польской, Советско-финской и Великой Отечественной войн, генерал-майор (1943).

## Биография
Родился 1 (13) августа 1895 года в селе Дегтяное Деревенской волости Спасский уезд Рязанской губернии (ныне Спасский район Рязанской области). Русский. Родился в семье московского дворянина Николая Цветкова. Имел младших братьев Александра, Алексея, Владимира, позже ставших офицерами Советской армии и участвовавших в Великой Отечественной войне.
Учился в Рязанской 1-й мужской гимназии которую окончил в 1913 году. В этом же году попытался поступить в Московскую сельскохозяйственную академию, но не смог сдать экзамены и поступил на юридический факультет Московского университета.

### Первая мировая война
Отучившись два года в университете, был призван на военную службу и направлен в студенческий батальон (Москва, Спасские казармы), а оттуда в Виленское военное училище. В январе 1916 года окончил училище с присвоением звания прапорщик и был назначен младшим офицером в 201-й пехотный запасный полк, который дислоцировался в городе Елец. До ноября 1917 года воевал на Северо-Западном фронте в составе 70-го пехотного Ряжского полка 18-й пехотной дивизии 14-го корпуса 5-й армии в должностях: командир взвода, начальник команды траншейных орудий, командир (выборный) 2-го батальона. Был ранен, имел награды, дослужился до чина штабс-капитана. В 1917 году был избран в полковой комитет.

### Гражданская война
После Октябрьской революции 1917 года вывел свой батальон с фронта, дошёл с ним до Смоленска, где с частью солдат 11 ноября вступил в Красную гвардию, в которой прошёл путь от командира взвода до помощника командира отряда. Участвовал с отрядом в подавлении восстаний в Раненбургском, Спасском, Касимовском и Елатьминском уездах. С июня 1918 года начал службу в Красной армии, начальник команды траншейных орудий в 1-м революционном полку. В конце октября 1918 года переведён на должность командира особой роты коммунистов Рязанского местного батальона, после её расформирования в ноябре назначен командиром 3-й роты этого же батальона. В июле 1919 года назначен в штаб Южного фронта, уполномоченным по связи в Воронежском укреплённом районе. Во время рейда белогвардейского конного корпуса генерала К. К. Мамонтова командовал сводным батальоном в Воронеже. Затем был уполномоченным в Козловском укреплённом районе. В декабре 1919 года назначен для поручений при начальнике Управления по формированиям 8-й армии, затем служил командиром отдельного батальона при этом управлении.

### Межвоенное время
С июня 1920 года помощник инспектора пехоты Кавказской Красной армии. Затем был начальником 49-х Грозненских командных курсов. Участвовал в подавлении восстаний казаков в Терской области (по рекам Терек и Суджа). Командуя Сунженской сводной группой в составе 49-х курсов, инженерного полка, кавалерийского полка Чечни, бронепоезда и артиллерийского дивизиона, участвовал в ликвидации врангелевского десанта. В бою под станицей Ермоловской был ранен. В декабре 1920 года назначен командиром 2-й Кавказской бригады, а в августе 1921 года назначен начальником милиционных командных курсов в Рязани, затем по совместительству — начальником Рязанской городской милиции и заместителем начальника губернской милиции. При переходе курсов в ведение Главмилиции автоматически оказался в запасе РККА. В ноябре 1923 года К. Н. Цветков по личной просьбе был направлен в Военно-политический институт РККА имени Н. Г. Толмачёва, где назначен адъюнктом военного кабинета и старшим инструктором. С марта 1924 года занимал должность начальника оперативно-строевой части штаба и временно исполняющим должность начальника штаба 11-й Ленинградской стрелковой дивизии Ленинградского военного округа. С ноября 1929 года помощник командира по строевой части и врид командира 32-го стрелкового полка. В декабре 1931 года назначен командиром отдельного сводного батальона Детскосельской объединённой школы им. В. И. Ленина. В марте 1933 года назначен старшим преподавателем общевойсковой кафедры Военно-политической академии РККА им. В. И. Ленина. В феврале 1936 года присвоено звание полковник. С июня 1938 по июль 1941 года полковник Цветков преподавал в Военно-транспортной академии имени Л. М. Кагановича, был: старшим преподавателем огневой подготовки, затем преподавателем и старшим преподавателем кафедры тактики. 2 апреля 1940 года, старшему преподавателю кафедры огневой подготовки полковнику Н. К. Цветкову, приказом НКО № 01404 было присвоено звание комбриг.

### Великая Отечественная война
2 июля 1941 года комбриг Цветков был назначен исполнять должность командира 27-й отдельной бригады Северного, затем Ленинградского фронта. 4 сентября возвращается на должность старшего преподавателя кафедры тактики в академию, осенью 1941 года вместе с академией переезжает в город Кострому. В начале ноября 1942 года снова получает назначение в действующую армию — заместителем командира 6-й стрелковой дивизии 10-й резервной армии Ставки Верховного Главнокомандования. При переаттестации, в январе 1943 года получил звание полковник. С февраля 1943 года дивизия в составе 6-й армии Юго-Западного фронта участвовала в Харьковской наступательной операции, в освобождении городов Балаклея и Красноград. С марта её части занимали оборону на рубеже реки Северский Донец. В 1943 году вступил в ВКП(б). 23 июня 1943 года полковник Цветков назначен командиром 41-й гвардейской стрелковой дивизии, которой командовал до июня 1947 года.

В мае 1943 года командиром дивизии назначен полковник Константин Николаевич Цветков — человек эрудированный, обладавший глубокими знаниями военного дела. Он участвовал в гражданской войне, был награжден орденом Красного 3намени. Накануне войны работал в военной академии. Ознакомившись с обороной дивизии, он сразу же начал разрабатывать план операции по овладению городом Чугуевом, который находился против центра обороны дивизии.— А. А. Ярошенко
Дивизия под руководством полковника Цветкова, участвовала в Курской битве, Белгородско-Харьковской наступательной операции, битве за Днепр, в Кировоградской, затем в Корсунь-Шевченковской наступательных операциях. В дальнейшем части дивизии принимали участие в Уманско-Ботошанской и Ясско-Кишинёвской наступательных операциях. За время боевых действий в составе дивизии Цветков дважды был тяжело ранен: 11 июля и 10 сентября 1943 года. Постановлением НКО № 1169 от 25 октября 1944 года полковнику К. Н. Цветкову было присвоено звание генерал-майора. Под руководством генерал-майора Цветкова дивизия участвовала в Будапештской и Венской наступательных операциях. Великую Отечественную войну части дивизии закончили на реке Ибс встретившись с американскими войсками.

### Послевоенная карьера
После окончания войны командовал 41-й гвардейской стрелковой Корсуньско-Дунайской ордена Суворова дивизией, а с 11 октября 1945 года 18-й гвардейской механизированной ордена Суворова дивизией. Дивизия дислоцировалась сначала в Австрии, затем была переброшена в Венгрию, а в июне 1946 года на территорию Киевского военного округа. Через год обратился с рапортом об освобождении его от должности командира дивизии и был зачислен в распоряжение командующего бронетанковыми и механизированными войсками. В августе 1947 года стал заместителем начальника кафедры общей тактики Военной академии связи имени С. М. Будённого.
Умер в возрасте 53-х лет, от инфаркта во время купания 3 июля 1949 года. Похоронен на Богословском кладбище в Ленинграде.

## Воинские звания
- прапорщик (01.1916);
- штабс-капитан (1917);
- полковник (02.1936);
- комбриг (02.04.1940);
- полковник (01.1943);
- генерал-майор (25.10.1944)

## Награды
СССР

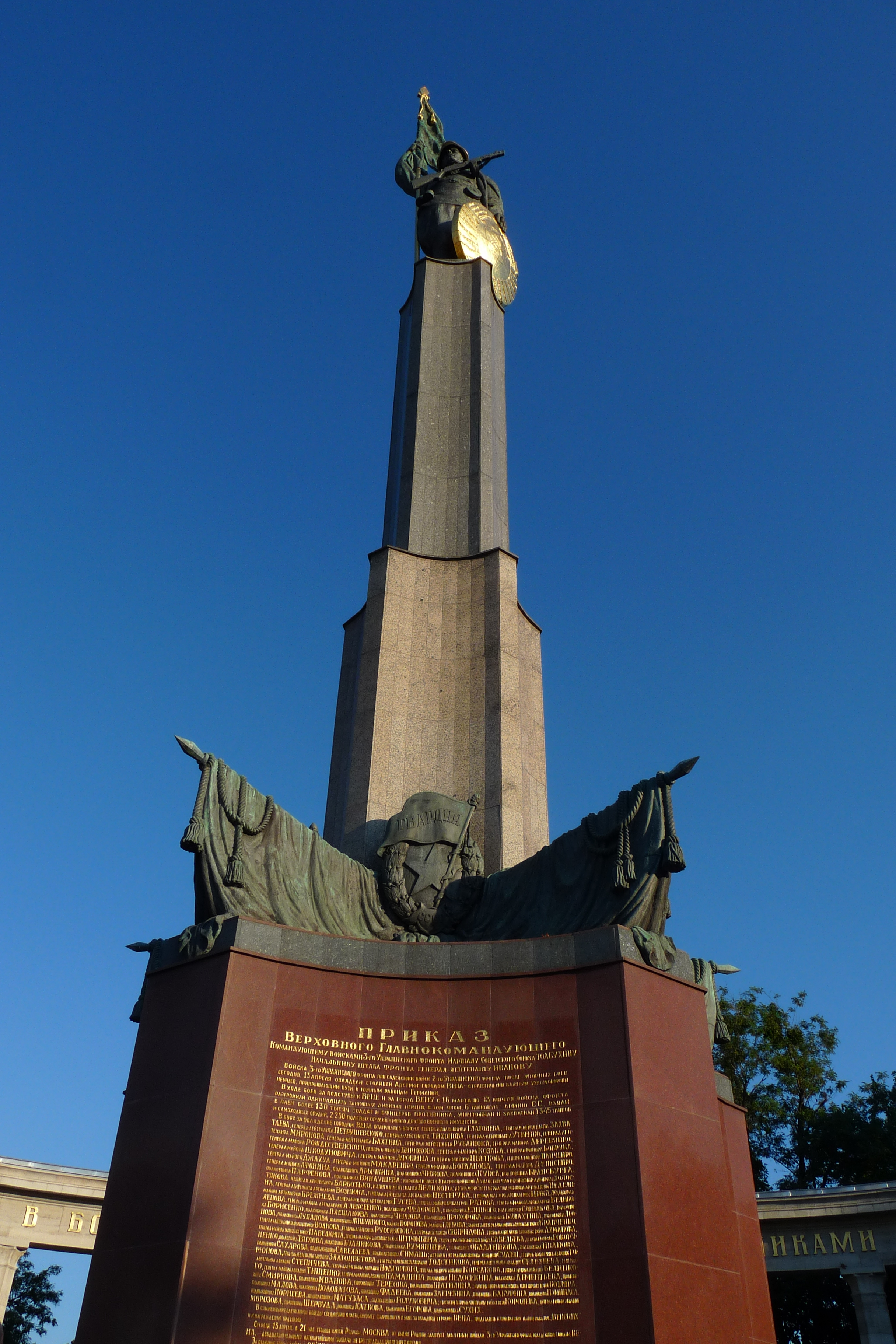
Памятник советским воинам, погибшим при освобождении Австрии от фашизма.

- орден Ленина (21.02.1945)[10];
- три ордена Красного Знамени (27.02.1944[11], 3.11.1944[12], 20.06.1949[13]);
- орден Суворова II степени (27.08.1943)[14];
- орден Кутузова II степени (28.04.1945)[15];
- орден Богдана Хмельницкого II степени (29.06.1945)[2][16];
- Орден Отечественной войны I степени (28.05.1943)[17];
- медаль «За оборону Ленинграда» (22.12.1942)[18];
- медаль «За победу над Германией в Великой Отечественной войне 1941—1945 гг.» (9.05.1945)[18];
- медаль «За взятие Будапешта» (9.06.1946)[18];
- юбилейная медаль «XX лет Рабоче-Крестьянской Красной Армии» (1938 год);
- юбилейная медаль «30 лет Советской Армии и Флота» (1948 год)

Других государств
- орден «Легион почёта» степени легионера (США, 05.1945)[19]

Приказы (благодарности) Верховного Главнокомандующего в которых отмечен К. Н. Цветков:
- за участие в боях за освобождение Кишинёва, приказ № 173 от 24 августа 1944 года;
- за участие в боях при форсировании Дуная и прорыве обороны противника, приказ № 212 от 29 ноября 1944 года;
- за участие в боях при прорыве обороны противника и овладении городами Секешфехервар и Бичке, приказ № 218 от 24 декабря 1944 года;
- за участие в боях за овладение Будапештом, приказ № 277 от 13 февраля 1945 года;
- за участие в боях при форсировании реки Раба и за овладение городами Чорно и Шарвар, приказ № 314 от 28 марта 1945 года;
- за участие в боях за освобождение Вены, приказ № 334 от 13 апреля 1945 года

## Память
- Фамилия генерал-майора Константина Николаевича Цветкова увековечена в приказе верховного главнокомандующего И. В. Сталина в связи со взятием Вены 13 апреля 1945 года, выбитом на пьедестале памятника советским воинам, погибшим при освобождении Австрии от фашизма в городе Вена.